# Quero (Toledo)
Quero es un municipio y localidad española de la provincia de Toledo, en la comunidad autónoma de Castilla-La Mancha. El término municipal, ubicado en la comarca de La Mancha, tiene una población de 979 habitantes (INE 2024). Cuenta con varios complejos lagunares y dos ríos que atraviesan su término municipal: Riánsares y Cigüela. Su economía gira en torno a la agricultura, viñedo y cereal, así como la ganadería. Es notable además su carácter cervantino.

## Toponimia
Según los investigadores Menéndez Pidal y J. Caro Baroja, la palabra Quero derivaría del sustantivo prerromano Cario, cuyo significado es «montículo rocoso o peñascoso». El primer documento escrito disponible data del período árabe, figurando como Kero, y mencionado en 1162.

## Geografía
Situado en el extremo sudeste de la provincia de Toledo, comarca de La Mancha (pueden verse los mapas de ubicación en España y la comunidad autónoma). Limita al norte con Villacañas y La Villa de don Fadrique, al este con La Puebla de Almoradiel, Miguel Esteban y Campo de Criptana, al sur con Alcázar de San Juan, y al oeste con Villafranca de los Caballeros. El término municipal, de geometría trapezoidal comprende unas 10 391 ha. Entre sus características se enumeran la abundancia de hoyas y llanuras endorreicas, así como tierras de cultivo en el este y sur principalmente.
Pertenece a la denominada Mancha Húmeda con dos principales depresiones acuíferas, una al norte formada por la desembocadura del río Riánsares en el Cigüela y la Laguna que lo conforma llamada de El Taray, de propiedad privada, y la otra cercana a la población con un arroyo de Santa Ana que llega a dicha laguna salobre denominada Grande, dedicada durante siglos a la extracción de sal, actualmente es un complejo lagunar en el proyecto LIFE. Otras lagunas menores estacionales son el Vadancho, la Sangría y la de los Carros.
Se sitúa en una meseta con una altitud media de 665 m, en donde se localizan algunos cerros como el de San Cristóbal con 676 m y el Gordo con 690 m. El casco urbano se alza a una altitud de 651 m.
Presenta un clima continental con temperaturas muy extremas en invierno y verano, y baja pluviometría.

## Historia
Han sido encontrados en cercanías a los humedales multitud de útiles en sílex como puntas de lanza y raederas, que dan constancia de poblamientos paleolíticos y neolíticos. En época de romanización Quero se situaba como aldea, "cario de Quintanarejos" en el cerro junto a su Laguna salobre, también allí han sido localizados multitud de hallazgos de "terra sigillata", adquiriría posteriormente mayor importancia en tiempos visigodos. Fundamenta la importancia de Quero en ese  tiempo una placa de cancel hallada cerca de la Ermita de Las Nieves, parte, sin duda, de un importante edificio religioso (basílica), en piedra de notables dimensiones (1.41 m x 0,71 m x 0,09 m). Puede visitarse actualmente esta placa en una exposición permanente en su Ayuntamiento.
Las tierras de Quero pasan pronto a la Orden de San Juan de Jerusalén u Hospitalarios, en el 1162. Estando Alfonso VIII en Toledo hace donación: "Dono itaque nobis... Et Sancto Ospitali quatour uilas Anchitrana, Villa aliorum, Kero et Atárez...". Luego, en 1214, pasa a la iglesia toledana, por donación del mismo Alfonso, hasta que, por fin, vuelve al ámbito sanjuanista. Es repoblada por el comendador de Consuegra, de quien depende el territorio de Quero en 1241 fecha de su Carta Puebla en que se reparte para 90 vecinos, 60 de ellos "quiñoneros" o labradores, siendo origen de la palabra la medida de reparto utilizada, el quiñón (unas 30 ha). En 1359, Pedro I de Castilla otorga el privilegio de villazgo con su propia jurisdicción.
En la guerra señorial del Priorato de principios del siglo XVI, Quero queda bajo tutela de Diego Álvarez de Toledo en 1517, junto a Alcázar de San Juan, Argamasilla de Alba y Villafranca de los Caballeros, como Priorato de León hasta su nueva unificación como Priorato de San Juan en 1566.
Quero inicia en el siglo XVII una etapa de bonanza demográfica y económica hasta principios del siglo XIX con las guerras carlistas. Son de relevancia los levantamientos contra privilegios de enterramientos acontecidos y protagonizados por mujeres que obligaron a las autoridades eclesiásticas a eliminarlos en el año de 1787.
Hacia mediados del siglo XIX, la villa tenía contabilizada una población de 823 habitantes. Aparece descrita en el decimotercer volumen del Diccionario geográfico-estadístico-histórico de España y sus posesiones de Ultramar de Pascual Madoz de la siguiente manera:

QUERO: v. con ayunt. en la prov. y dióc. de Toledo (13 leg.), part. jud. del Quintanar de la Orden (2), aud. terr. de Madrid (18), c. g. de Castilla la Nueva: sit. en una llanura es de clima frio, reinan los vientos del S. y se padecen intermitentes: tiene en el día 200 casas habitables y otras muchas arruinadas á consecuencia de la última guerra; casa de ayunt. reducida, 2 paneras del pósito, casa-tercia para los diezmos; escuela dotada con 1,100 rs. de los fondos públicos á la que asisten 30 niños; igl. parr. (la Asuncion de Ntra. Sra.) con curato de entrada y de patronato del Gran Prior de San Juan; una capilla de la Soledad, y en los afueras al N. la ermita de Ntra. Sra. de las Nieves, patrona del pueblo. Se surte de aguas potables en abundantes pozos y de escelente calidad. Confina el term. por N. con el de Puebla de Don Fadrique; E. Alcázar de San Juan (Ciudad-Real); S. Miguel Esteban; O. Villafranca de los Caballeros; cuyos pueblos distan 2 leg. y comprende como objetos mas notables 2 lagunas de sal, abundantísimas con su salero y adm. próxima á la última: á 3/4 leg. al NO. hay otra laguna llamada del Tarai que contendrá en el invierno sobre 2 varas de agua, que en el verano se reduce á la mitad, y aun algunos años suele secarse: su magnitud es de 2 leg. de circunferencia, en ella muere el r. Riánsares, que entra por una reja practicada al efecto, al lado E. y la misma se desagua en el Giguela por otra reja al S. mucho mas grande: en el centro de la laguna se ven 4 islas, en las cuales hay muchas fustas de carrizo, eneas, juncos etc., y se crian lobos, zorras y nutras, y en las aguas se ven de continuo ánades de todas clases: lo mas notable que ofrece la tal laguna es lo virtuoso de los baños de sus aguas, eficaces contra las enfermedades venéreas, cutáneas y reumas. El terreno es de vega en su mayor parte, con muchas acogidas de aguas, salitroso é improductible estas vegas y regularmente fértil; en lo demas. Los salitroso é improductible estas vegas y regularmente fértil; en lo demas. Los caminos vecinales á los pueblos inmediatos: el correo se recibe en Madridejos por balijero tres veces á la semana. prod.: trigo y cebada; se mantiene ganado lanar y mular de labor, y se cria caza menuda, y abundante pesca de tencas en la laguna descrita. pobl.: 200 vec., 823 alm. cap. prod.: 443,000 rs. imp.: 15,625. contr.: segun el cálculo oficial de la prov. 74'48 por 100. presupuesto municipal: 15,38S2 del que se pagan 3,300 al secretario por su dotacion y se cubre con 13,254 por ingresos de propios, y el resto por reparto vecinal.
(Madoz, 1849, pp. 312-313)

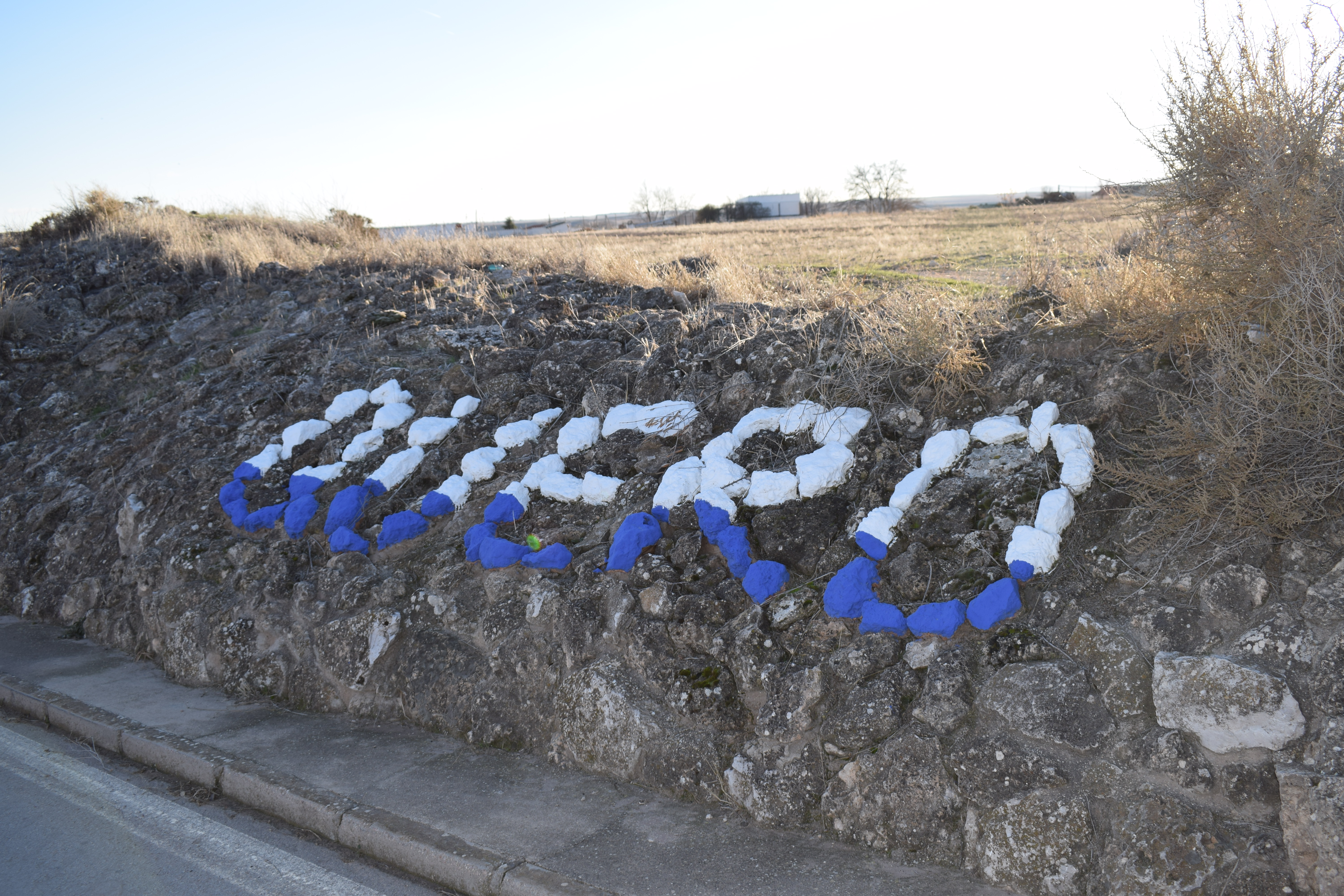
Rótulo en piedra de Quero a la entrada por carretera de Villa

A mediados del siglo XIX desaparecerán definitivamente los privilegios de la Orden de San Juan y los procesos desamortizadores fueron importantes en el poblado vendiendo a propiedad privada su humedal de "El Taray". El desarrollo llegará de nuevo con el ferrocarril en 1854 y la línea de MZA (Madrid-Zaragoza) en 1857, adquiriendo notabilidad con la electrificación de la línea y la Subestación Eléctrica inaugurada en 1963 (Documentado por filmoteca del NODO). A finales del siglo XIX hubo muchas epidemias, entre las más virulentas el cólera en 1885 y las fiebres saturninas por el plomo que se utilizó para arreglar la piedra del molino de viento en 1899.
Posteriormente, el ferrocarril sería el origen de una fuerte emigración hacia la capital que cifra en torno al millar de quereños, los actualmente empadronados. En 1984, realizó el hermanamiento con el municipio ecuatoriano de Quero, que en origen cuenta con dicho nombre por el de esta localidad toledana.

## Demografía
Cuenta con una población de 979 habitantes (INE 2024).
| Gráfica de evolución demográfica de Quero entre 1842 y 2021                                                           |
| |
| Población de derecho según los censos de población del INE. Población de hecho según los censos de población del INE. |

Quero sufre un grave despoblamiento en la actualidad, así como en el desarrollo industrial de finales del siglo pasado, décadas de 1960 y 1970, por su proximidad a la capital (Madrid) y la existencia de infraestructura ferroviaria directa, puede verse en la gráfica que recoge las cifras del siglo XX hasta la actualidad.

## Política y administración

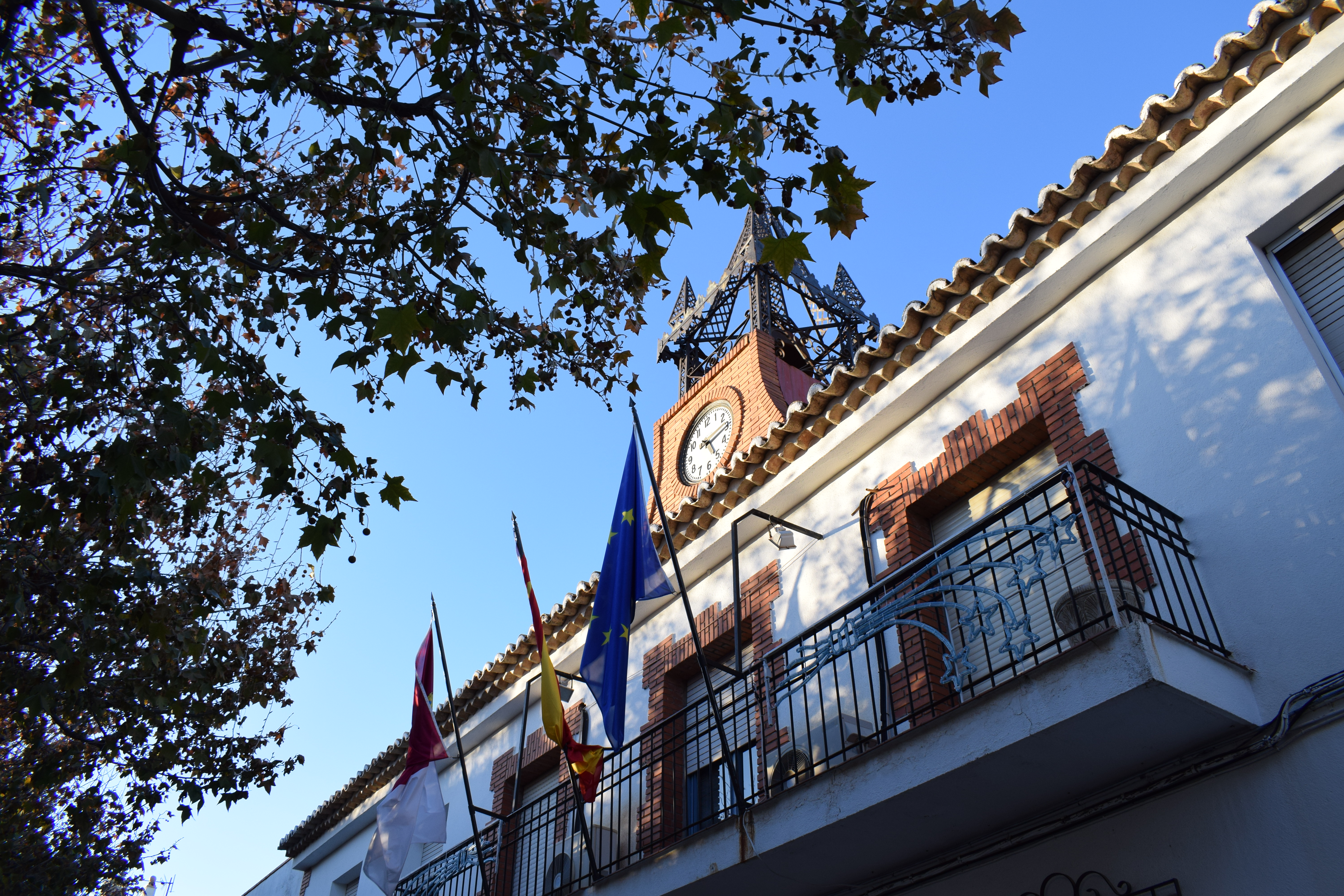
Reloj de la casa consistorial con torre metálica de 1884

El municipio se rige por mandato democrático desde 1978, representado por su Ayuntamiento. De acuerdo al artículo 179 de la Ley Orgánica de Régimen Electoral General el número de concejales es de 9, al ser su población superior a 1000 habitantes. Excepcionalmente y por primera vez en 2023 fueron 7 los concejales electos al contar con una población inferior al millar por primera vez en democracia. En sus legislaturas democráticas desde 1979 el mandato como alcalde-Presidente, de acuerdo a elecciones municipales celebradas, han sido los siguientes:
| Periodo   | Nombre                                           | Partido                           |
| --------- | ------------------------------------------------ | --------------------------------- |
| 1979-1983 | Carmelo Baillo                                   | Unión de Centro Democrático       |
| 1983-1987 | Carmelo Baillo                                   | Partido Independiente             |
| 1987-1991 | Daniel Maroto                                    | Partido Socialista Obrero Español |
| 1991-1995 | Santiago Ruiz                                    | Partido Popular                   |
| 1995-1999 | Pedro Martínez (h. Junio 1996) y Raimundo Quirós | Partido Socialista Obrero Español |
| 1999-2003 | Raimundo Quirós                                  | Partido Socialista Obrero Español |
| 2003-2007 | Raimundo Quirós                                  | Partido Socialista Obrero Español |
| 2007-2011 | Francisco Sastre                                 | Partido Popular                   |
| 2011-2015 | Francisco Sastre                                 | Partido Popular                   |
| 2015-2019 | José Rubén Torres                                | Partido Socialista Obrero Español |
| 2019-2023 | José Rubén Torres                                | Partido Socialista Obrero Español |
| 2023-act. | José Rubén Torres                                | Partido Socialista Obrero Español |

## Patrimonio

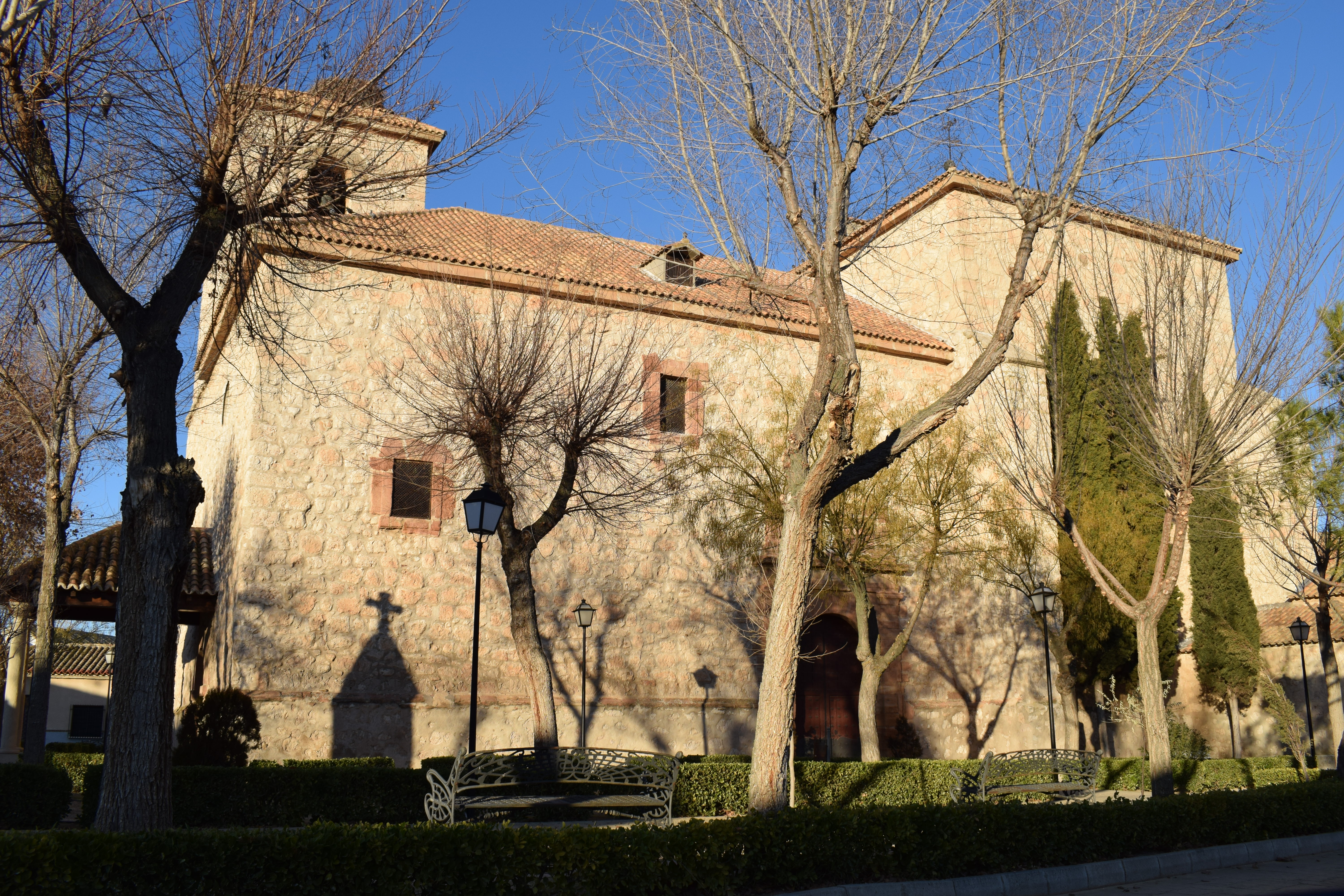
Vista lateral de la parroquia de Nuestra Señora de la Asunción

- Iglesia parroquial de Santa María de La Asunción. De líneas austeras con piedra caliza, propias del período Austria del que data su actual fábrica, en torno a 1630, con una sola nave alta, amplia y elevada. Anteriormente se sabe que fue lugar sagrado y de culto a esta advocación, al menos desde el siglo XIII.

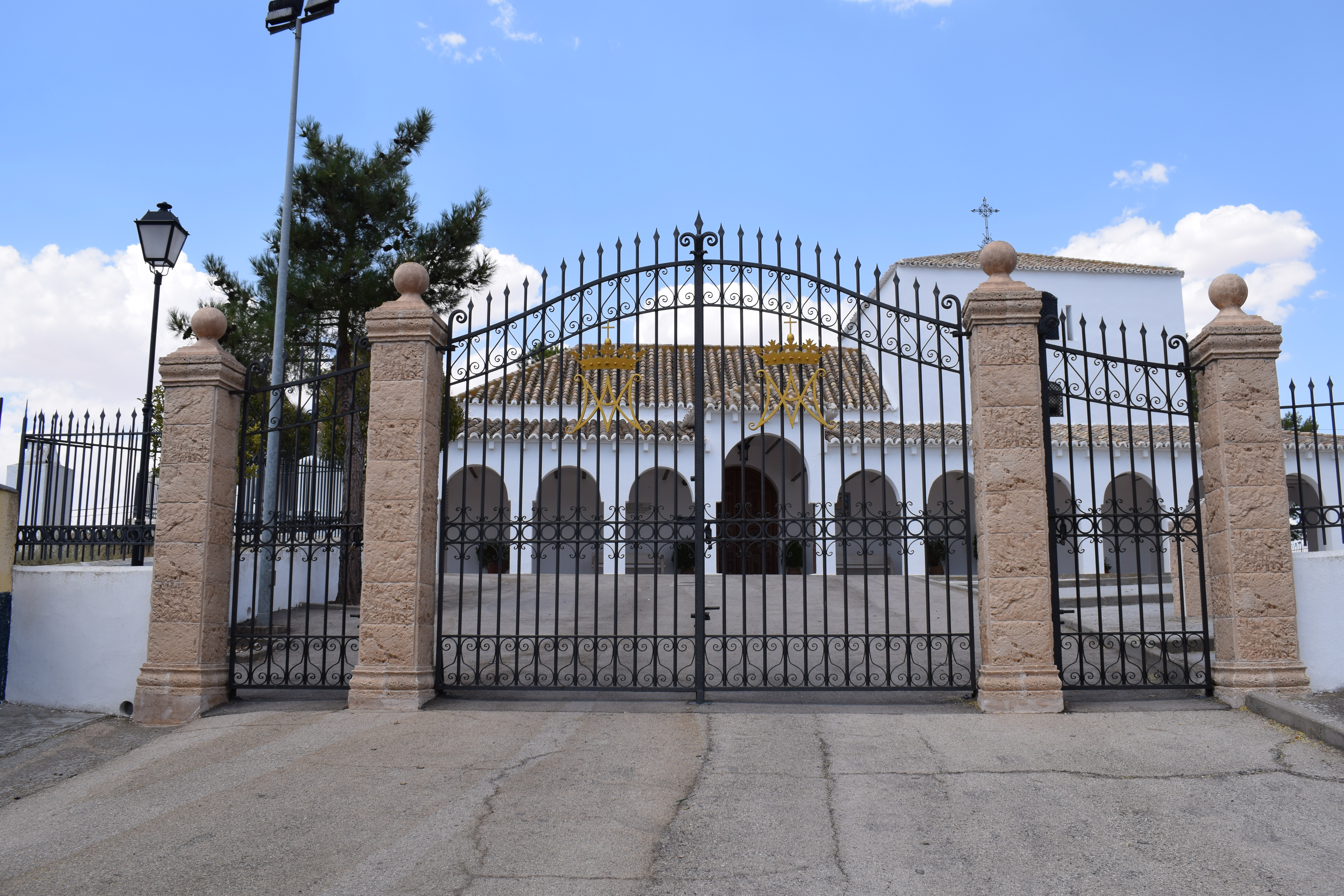
Ermita de Nuestra Señora de Las Nieves

- Ermita de Nuestra Señora de las Nieves. Es de planta rectangular, de paramento sencillo, con coro trasero sujeto por viga y dos ménsulas de madera que se protege con un barandal de madera de bolillos. Data del siglo XVII.
- Ermita de la Soledad. Es una pequeña capilla entre medianerías, con una sola fachada que presenta un sencillo acceso de arco rebajado y con pequeño campanil de una hoja.
- Ermita de San Isidro. En la carretera hacia Villa de Don Fadrique, junto al río Cigüela.
- Casa consistorial, de nueva planta realizada en 1977, pero que conserva una estructura metálica para su reloj datada en 1884 y financiada probablemente por la empresa de ferrocarril MZA. Además, en su interior puede visitarse la singular Placa Visigoda de Cancel hallada en su Cerro de "Las Nieves".

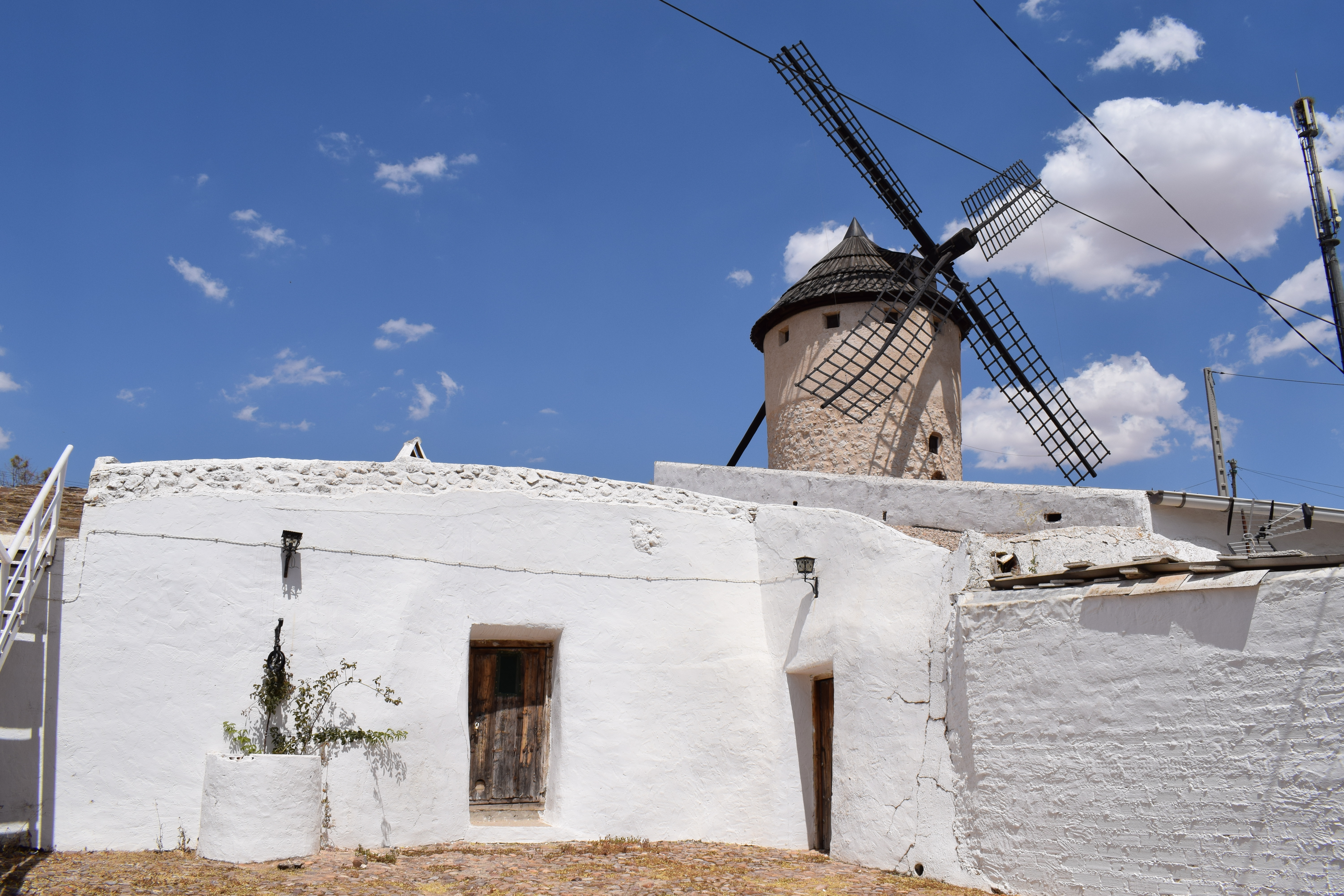
Vista del molino y silo municipal

- En el año 2006 (23 de julio) se inaugura la restauración de uno de los emblemáticos molinos del pueblo, que incluye un museo en el silo (casa-cueva de urbanismo peculiar con orígenes en el siglo XIX) que se sitúa a sus pies.
- Museo de la Palabra, inaugurado en 2009, en la casa-palacio de la Fundación César Egido Serrano.
- Ruta Cervantina: Al norte de los Molinos, inaugurada en 2018 en la III Edición de la Semana Universitaria y Cervantina que se organiza junto a la Universidad de Castilla-La Mancha (UCLM), compuesta por ocho hitos, distribuidos en el municipio de acuerdo a los estudios del cervantino, historiador e hijo predilecto Alfonso Ruiz Castellanos, que indagó sobre la aldea de Quijano y sus similitudes con el municipio en el siglo XVI.
- Plaza de la Villa: en la que se encuentra la casa consistorial, la fuente cervantina con esculturas de don Quijote y Dulcinea de Eloy Teno inaugurada en 2001, así como parte de la fachada del nuevo pósito de grano de finales del siglo XVIII.

El municipio cuenta con numerosas casas con la construcción habitual de hogares solariegos de hidalgos del medievo, por otra parte, en los exteriores de su Casa de la Cultura "Alfonso Ruiz Castellanos" encontramos dos grafitis cervantinos de notables dimensiones.

## Cultura

### Cervantismo

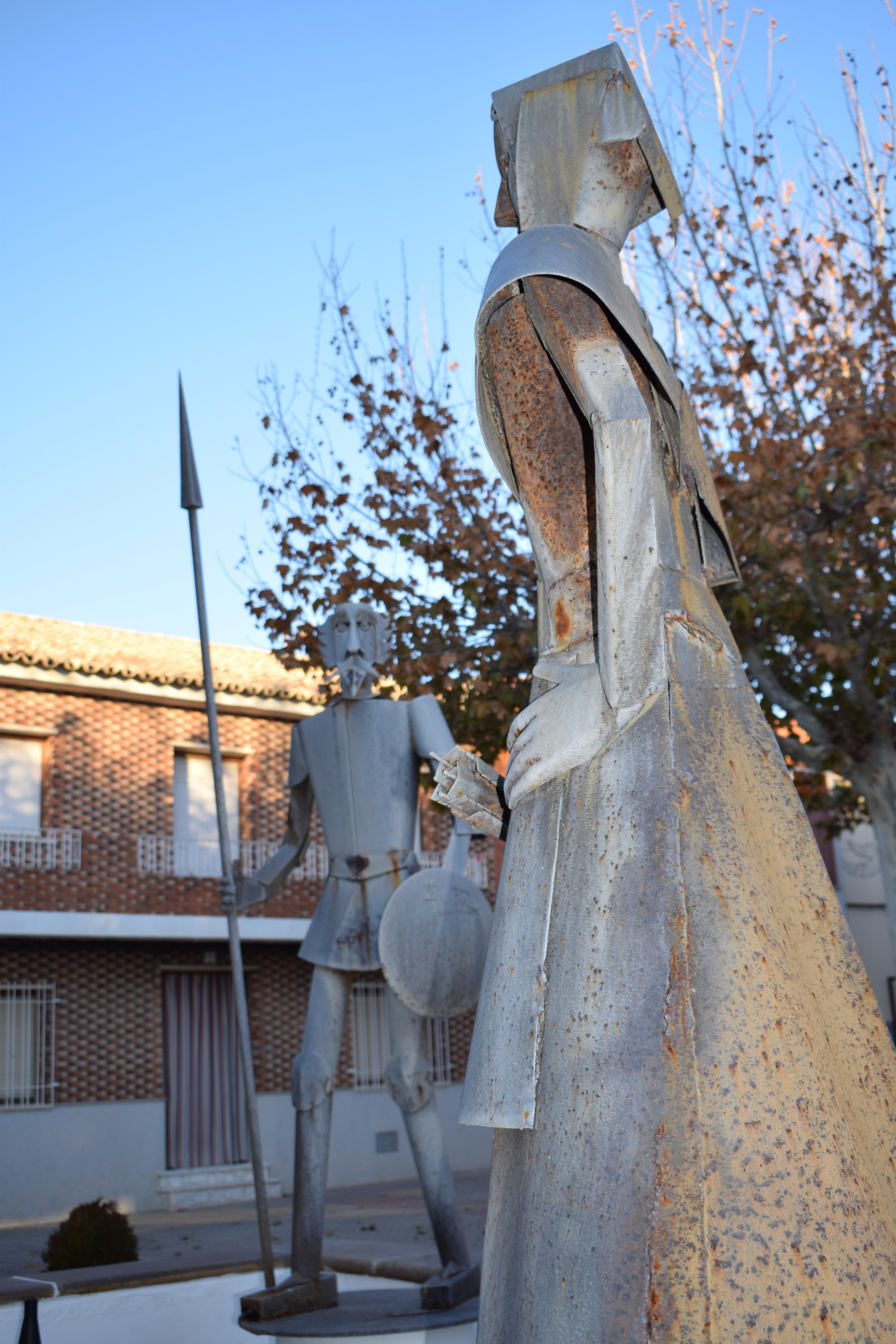
Esculturas de Eloy Teno "Quijote y Dulcinea" en fuente de la Plaza de la Villa de Quero

Siempre se han desarrollado diversas acciones de tipo cultural y cervantino en semanas culturales en esta localidad tan manchega. Sin embargo, el municipio desarrolla de forma continuada desde 2016, una notoria actividad cultural cervantina que nace como homenaje a su historiador, cervantino, cronista oficial (2011) e hijo predilecto (2016) Alfonso Ruiz Castellanos y que alcanza notable impacto mediático desde su tercera edición. Se concreta en una semana cervantina en el mes de abril de la mano de la Universidad de Castilla-La Mancha (UCLM), con la marca "Querote" en que se realiza entre otras acciones un Congreso Nacional Cervantino, un Certamen literario de Relatos de carácter nacional, presentaciones de títulos, teatro, conciertos y la entrega de una distinción-premio como "Querote, Embajador Manchego" a una figura de la cultura con raíces manchegas: "Primer Querote 2016" a título póstumo al historiador Alfonso Ruiz Castellanos; "Querote17" al actor, director y guionista Carlos Iglesias, "Querote18" al grupo folk "La Camerata Cervantina", "Querote19" a la periodista Lorena García Díez Querote20/21 al gran maestro de la música Luis Cobos Pavón, en el Querote22 el músico-cómico D. Agustín Durán y en 2023 sería la presentadora y periodista Mariló Leal.
Quero ha sido señalado como Lugar del hidalgo, don Quijote, por varios cervantinos, tanto por el ajuste a sus condiciones geográficas y sociales en el siglo XVI, como a razones de paronomasia. Entre las publicaciones que lo analizan y señalan de esta manera enumeramos las de Muñoz (2001), Ruiz (2004) y López (2018).

### Fiestas
Además del resto de festejos regionales y nacionales, son singulares:
- Febrero: Carnaval y Fiesta de Ánimas (variable).
- Semana Santa (variable).
- 14 y 15 de mayo: San Isidro "Labrador", Patrón. Romería.
- Domingo del "Corpus Christi" (variable).
- 24 y 25 de julio: Santiago Apóstol.
- 4,5,6 y 7 de agosto: Fiestas Patronales en honor a la Virgen de Las Nieves, Patrona.
- Último domingo de agosto: procesión-subida de la Virgen desde la Iglesia a su Ermita.
- 1 de noviembre: Día de los Santos.